# Franciszek Duszeńko

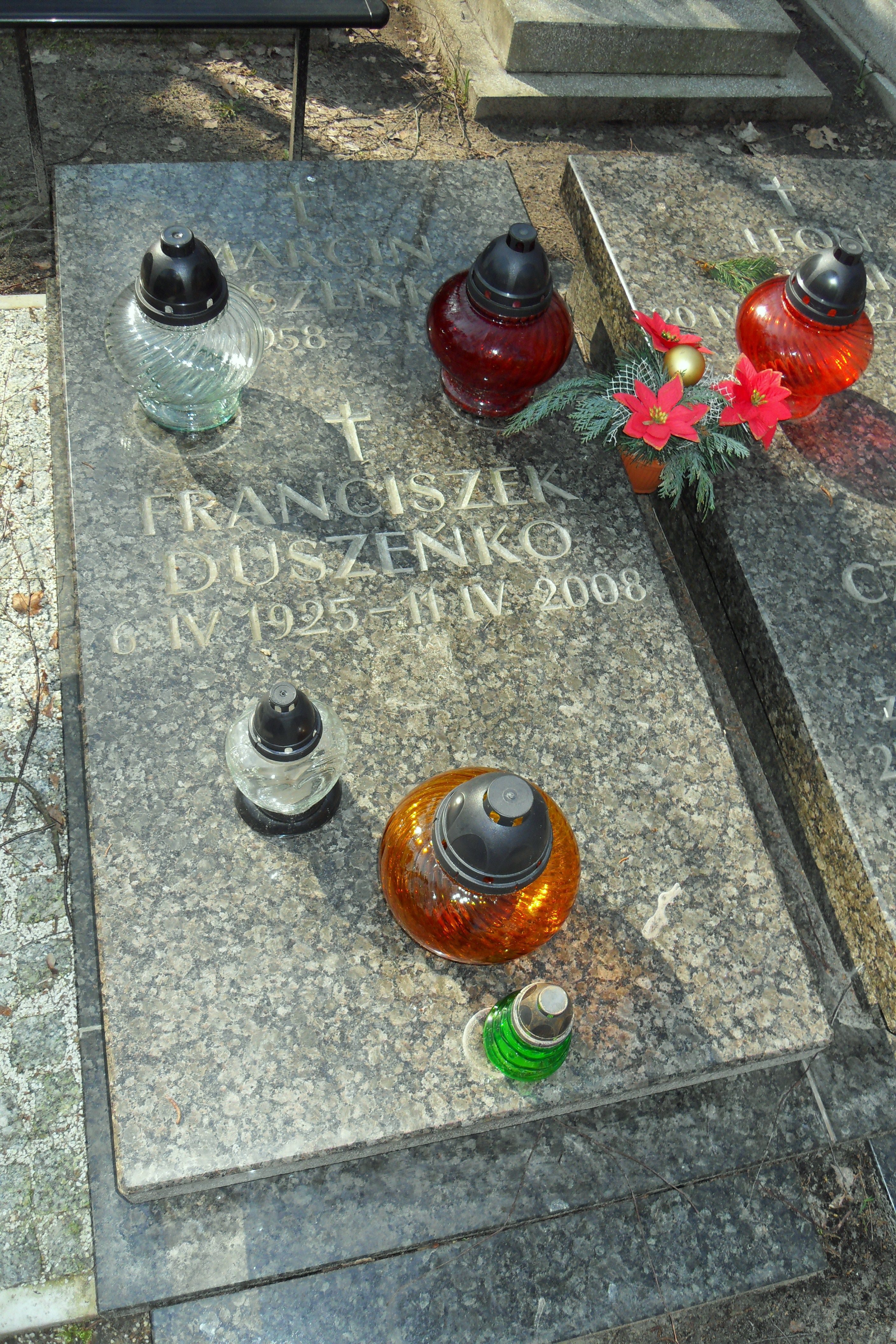
Grabstätte

Franciszek Duszeńko (geboren 6. April 1925 in Gródek Jagielloński; gestorben 11. April 2008 in Danzig) war ein polnischer Bildhauer der Volksrepublik Polen. Er schuf Werke im Stil des Realsozialismus.

## Leben und Werk
Duszeńko verbrachte die letzten Jahre des Zweiten Weltkriegs in Gefangenschaft, unter anderem im KZ Groß-Rosen und im KZ Sachsenhausen. Er studierte bei Marian Wnuk die Bildhauerkunst. Später war er an der Akademie der Schönen Künste Danzig als Dozent tätig. Er entwarf einige Mahnmale, so zum Beispiel das Denkmal der Opfer des KZ Treblinka und das Westerplatte-Denkmal. Daneben schuf er auch Denkmäler bedeutender Persönlichkeiten in Polen. Er ist auf dem Srebrzysko-Friedhof in Danzig beigesetzt.